# Bill Elliott (ator)
Gordon A. Nance, conhecido como Bill Elliott (Pattonsburg - Missouri, 16 de outubro de 1904 - 26 de novembro de 1965) foi um conhecido ator norte americano, cowboy dos filmes da Columbia Pictures e da Republic Pictures, esta especializada em Western B.

## Carreira
Nos seus primeiros filmes na Republic (período de 1943-1944) foi chamado de "Wild Bill" Elliott, em função de ter interpretado anteriormente uma série sobre o famoso cowboy da vida real Wild Bill Hickok. Mantinha seu primeiro nome para os personagens. Nessa fase seus parceiros frequentes eram os atores Anne Jeffreys e George "Gabby" Hayes (o típico "Rato do Deserto").
Quando o artista Fred Harman passou a desenhar as tiras de quadrinhos sobre o cowboy Red Ryder (conhecido como Nevada no Brasil) por 
volta de 1944, a Republic Pictures lançou uma série de filmes com esse personagem, tendo inicialmente Don Barry como protagonista, depois substituído por Bill Elliott. O companheiro de Red Ryder, o menino índio Little Beaver (Pequeno Castor), era interpretado por Robert Blake. O cavalo do herói era o famoso Thunder.

## Vida pessoal
Elliott casou-se com Helen Josephine Meyers em fevereiro de 1927. Sua filha, Barbara Helen Nance, nasceu em 14 de outubro de 1927. Elliott e sua esposa se divorciaram em 1961, e Elliott casou-se novamente, no mesmo ano, com Dolly Moore.
Após sua aposentadoria em 1957, Elliott se mudou de Los Angeles para Las Vegas, Nevada, onde comprou um rancho. Ele morreu lá, de câncer no pulmão, em 26 de novembro de 1965. Seu corpo encontra-se sepultado no  Palm Downtown Mortuary & Cemetery em Las Vegas.

## Créditos
No seriado "The Great Adventures of Wild Bill Hickok", feito para a Columbia Pictures em 1938, Elliott foi creditado como Gordon Elliot no papel de Wild Bill Hickok. O próximo filme de Gordon Elliott para Larry Darmour Productions foi o primeiro de seus westerns, "In Early Arizona", em que foi creditado como Gordon Elliott, embora alguns dos cartazes já mostraram seus créditos como Gordon (Bill) Elliott, e em seu próximo Western, "Frontiers of '49", já foi creditado como Bill Elliott.
Seu nome se manteve assim até quando foi contratado pela Republic Pictures em 1943, e lá se tornou Wild Bill Elliott até 1946, quando a Republic elevou os orçamentos em seus westerns e mudou seu nome para William Elliott, em 1946. Ele foi anunciado como William Elliott, até fazer uma série de 12 westerns na Monogram/Allied Artists de 1951 a 1954, creditado como Wild Bill Elliott, e então simplesmente Bill Elliott, para o 2º ciclo, como um detetive em cinco longas-metragens distribuídos pela Allied Artists. Enquanto isso, a Columbia Pictures relançou "The Great Adventures of Wild Bill Hickok", e Elliott foi, ainda na Republic, anunciado como William Elliott... e a Columbia, em seguida, retrabalhou os créditos sobre as impressões de relançamento e mudou seu crédito na impressão original para William Elliott.

## Filmografia parcial
- The Plastic Age (1925) (não-creditado)
- The Private Life of Helen of Troy (1927)
- Forbidden (1932) (não-creditado)
- The Mummy (1932) (não-creditado)
- Living on Velvet (1935)
- The Story of Louis Pasteur (1936) (não-creditado)
- In Early Arizona (1938) (creditado Gordon Elliott)
- Tarzan's Revenge (1938) (não-creditado)
- Frontiers of '49 (1939)
- Overland with Kit Carson (1939)
- The Roaring Twenties (1939)
- The Valley of Vanishing Men (1942)
- Hellfire (1949)
- Chain of Evidence (1957)
- Footsteps in the Night (1957)

### Filmes em que interpretou Wild Bill Hickok
- The Great Adventures of Wild Bill Hickok (A Invasão dos Peles Vermelhas) (seriado, 1938, creditado Gordon Elliott)
- Prairie Schooners (1940)
- Beyond the Sacramento (Perseguidor Implacável) (1940)
- The Wildcat of Tucson (1940)
- Across the Sierras (1941)
- North from the Lone Star (Algemas da Lei) (1941)
- Hands Across the Rockies (1941)
- King of Dodge City (1941)
- Roaring Frontiers (1941)
- The Lone Star Vigilantes (1942)
- Bullets for Bandits (Balas para Bandidos) (1942)
- The Devil's Trail (1942)
- Prairie Gunsmoke (1942)

### Filmes em que interpretou Red Ryder
Em todos os filmes sobre Red Ryder, foi creditado como Wild Bill Elliott.
- Tucson Raiders (1944)
- Marshal of Reno (Faca Traiçoeira) (1944)
- The San Antonio Kid (O Valentão de Santo Antônio) (1944)
- Cheyenne Wildcat (Gato Selvagem) (1944)
- Vigilantes of Dodge City (1944)
- Sheriff of Las Vegas (Xerife Bronco Piller) (1944)
- Great Stagecoach Robbery (Prova Fatal) (1945)
- Lone Texas Ranger (1945)
- Phantom of the Plains (1945)
- Marshal of Laredo (1945)
- Colorado Pioneers (Pioneiros do Colorado) (1945)
- Wagon Wheels Westward (1945)
- California Gold Rush (Ouro da Califórnia) (1946)
- Sheriff of Redwood Valley (Bandidos do Vale) (1946)
- Sun Valley Cyclone (Demônio Negro) (1946)
- Conquest of Cheyenne (1946)